# Traian Vuia (Timiș)
Traian Vuia (en hongrois : Bozsor) est une commune du județ de Timiș en Roumanie.